# Juan Caballero Lora
Pour les articles homonymes, voir Caballero et Lora.
Juan Aurelio Martín Caballero Lora, né à Trujillo au Pérou le 27 juin 1958, est un footballeur péruvien reconverti en entraîneur. Il jouait au poste d'attaquant.

## Biographie

### Carrière en club
Juan Caballero Lora fait ses débuts au Sport Boys en 1978. Mais c'est au sein du Sporting Cristal qu'il se distingue en étant champion du Pérou en 1983 et meilleur buteur dudit championnat avec 29 réalisations.
À l'étranger, il a l'occasion de jouer en Espagne, à l'Elche CF en 1984. Il tente également sa chance en Colombie, à l'Independiente Santa Fe en 1986, puis en Équateur entre 1987 et 1990.
Revenu au Pérou, il met fin à sa carrière au Carlos A. Mannucci, club emblématique de sa ville natale de Trujillo, dont il fait partie des joueurs marquants.
Il participe avec les clubs du Sporting Cristal et de l'Universitario, à la Copa Libertadores. Il joue douze matchs et inscrit cinq buts dans cette compétition. Le 18 mai 1986, il se met en évidence en étant l'auteur d'un triplé face à l'UTC de Cajamarca.

### Carrière en sélection
International péruvien, Juan Caballero compte 15 matchs en équipe nationale entre 1980 et 1986 (pour quatre buts marqués). Il dispute la Copa América 1983 (où le Pérou atteint les demi-finales) en marquant deux buts en quatre rencontres (voir ci-dessous).

#### Buts en sélection
| Buts en sélection de Juan Caballero Lora | Buts en sélection de Juan Caballero Lora | Buts en sélection de Juan Caballero Lora             | Buts en sélection de Juan Caballero Lora | Buts en sélection de Juan Caballero Lora | Buts en sélection de Juan Caballero Lora | Buts en sélection de Juan Caballero Lora |
|                                          | Date                                     | Lieu                                                 | Adversaire                               | Score                                    | Résultat                                 | Compétition                              |
| ---------------------------------------- | ---------------------------------------- | ---------------------------------------------------- | ---------------------------------------- | ---------------------------------------- | ---------------------------------------- | ---------------------------------------- |
| 1.                                       | 18 juillet 1983                          | Estadio Centenario, Montevideo (Uruguay)             | Uruguay                                  | 0-1                                      | 1-1                                      | Amical                                   |
| 2.                                       | 28 août 1983                             | Estadio Nemesio Camacho El Campín, Bogota (Colombie) | Colombie                                 | 2-2                                      | 2-2                                      | CA 1983                                  |
| 3.                                       | 4 septembre 1983                         | Estadio Nacional, Lima (Pérou)                       | Bolivie                                  | 2-0                                      | 2-1                                      | CA 1983                                  |
| 4.                                       | 7 octobre 1983                           | Asuncion (Paraguay)                                  | Paraguay                                 | 3-1                                      | 4-1                                      | Amical                                   |

## Palmarès
| Universitario de Deportes - Championnat du Pérou (1) : - Champion : 1983. - Meilleur buteur : 1983 (29 buts). |  | Pérou - Copa América - Troisième : 1983. |